# Mesochorus sculpturatus
Mesochorus sculpturatus là một loài tò vò trong họ Ichneumonidae.